# Deutscher Kampfbund
Le Deutscher Kampfbund (terme qui peut se traduire par Ligue allemande de combat) est une organisation paramilitaire allemande apparue en 1923 sous la République de Weimar, fondée au sein l'Arbeitsgemeinschaft der Vaterländischen Kampfverbände, une union d'associations fondée par Ernst Röhm.
Le Kampfbund comprend pour partie la Sturmabteilung, dont le chef (Oberster SA-Führer) est alors Hermann Göring, le Wehrverband Reichsflagge (de) d'Adolf Heiß et le corps franc de l'Oberland (de) de Friedrich Weber. Fondé les 1er et 2 septembre 1923 lors du Deutscher Tag de Nuremberg, il joue un rôle de premier plan dans diverses actions d'extrême-droite. Parmi les personnes-clés du mouvement, on trouve Hermann Kriebel, Max Erwin von Scheubner-Richter, Adolf Hitler et Erich Ludendorff. Le Kampfbund est dissous après l'échec du Putsch de la brasserie le 9 novembre 1923.

## Constitution initiale
Le Kampfbund est issu de l'Arbeitsgemeinschaft der Vaterländischen Kampfverbände, fondée en février 1923 à l'initiative d'Ernst Röhm. Il s'agissait d'une organisation chapeautant diverses associations d'extrême droite auxquelles participaient, outre la Sturmabteilung, le corps franc de l'Oberland, le Bund Reichsflagge, le Kampfverband Niederbayern et le Vaterländischer Bezirksverein, avec à sa tête Hermann Kriebel, qui allait d'ailleurs également prendre la direction du Kampfbund.
Au Deutscher Tag de Nuremberg, le Kampfbund est formé d'une partie de l'Arbeitsgemeinschaft sous l'impulsion d'Erich Ludendorff. La Reichsflagge quittera rapidement le Kampfbund, ce qui conduit à sa scission, le groupe de Röhm, Bund Reichskriegsflagge (en), restant dans le Kampfbund. Le juriste et directeur général Christian Roth est remplacé par Max Erwin von Scheubner-Richter.

## Objectifs
Scheubner-Richter élabore les 23-24 septembre 1923 un programme visant la prise du pouvoir en Bavière, le but principal étant de « combattre le marxisme ». Ce n'est cependant possible pour lui que si le Kampfbund prend le contrôle du Ministère de l’intérieur bavarois en y plaçant une personne de confiance pour contrôler la police. Selon Scheubner-Richter, les objectifs du parti devaient être atteints « d'une manière ayant les apparences de la légalité », ce qui était plutôt risqué car à ce moment, le Kampfbund ne pouvait pas être certain d'avoir le soutien de la police et de l'armée en Bavière.

## Événements dans la Ruhr et prise de contrôle par Hitler
Le 23 septembre 1923, Gustav Stresemann, qui a succédé à Wilhelm Cuno, annonce que le gouvernement du Reich lève l'état de résistance passive (de) dans la Ruhr afin de normaliser les relations franco-allemandes. Le Kampfbund se considère obligé de réagir et transfère alors la direction politique à Adolf Hitler. En réponse, le cabinet bavarois nomme Gustav von Kahr, chef d'une faction de droite réactionnaire concurrente du NSDAP, commissaire général le 26 septembre et suspend temporairement la constitution.
Von Kahr utilise sa position pour une démonstration de force et interdit une réunion d'Hitler annoncée par le NSDAP. La décision d'Hitler de prendre des mesures contre Kahr en lui retirant tout soutien futur, provoque des dissensions au sein du Kampfbund. Heiß quitte l'organisation avec la section nord bavaroise de la Reichsflagge et passe dans le camp de von Kahr. Les autres restent dans le Kampfbund sous la direction de Röhm sous le nom Bund Reichskriegsflagge (en). Peu de temps après, le Kampfbund de Munich rejoint le Kampfbund, qui prend alors atteint sa forme définitive.

## Le Kampfbund et le Triumvirat
Le triumvirat bavarois composé de Gustav von Kahr, Hans von Seisser et Otto von Lossow a pour objectif de fonder à Berlin une dictature nationale non parlementaire. Ce plan doit être réalisé dans la mesure du possible sans Ludendorff et Hitler, et avec le soutien de la Reichswehr. De son côté, le Kampfbund exige que soit mis en place à Munich un directoire autour de Hitler et Ludendorff et qui exclut von Kahr.

## Fin du Kampfbund
Hitler ne voulant pas être pris de vitesse par le triumvirat, il décide le 7 novembre 1923 d'une tentative de coup d'État à Munich. Le 8 novembre, jour du cinquième anniversaire de la révolution de 1918, il fait remplir de sympathisant le Bürgerbräukeller, où Kahr, Lossow et Seißer sont également présents. Cependant, le triumvirat n'accepte les plans d'Hitler qu'en apparence et fait le nécessaire pour que le soulèvement soit écrasé dès le lendemain par la police bavaroise et la Reichswehr. Après cet échec, les organisations du Kampfbund sont dissoutes le 9 novembre, en plus de l'interdiction du NSDAP. Toutes les armes sont saisies et toutes les formes d'entraînement militaires sont interdites.